# Médaille de la paix indienne

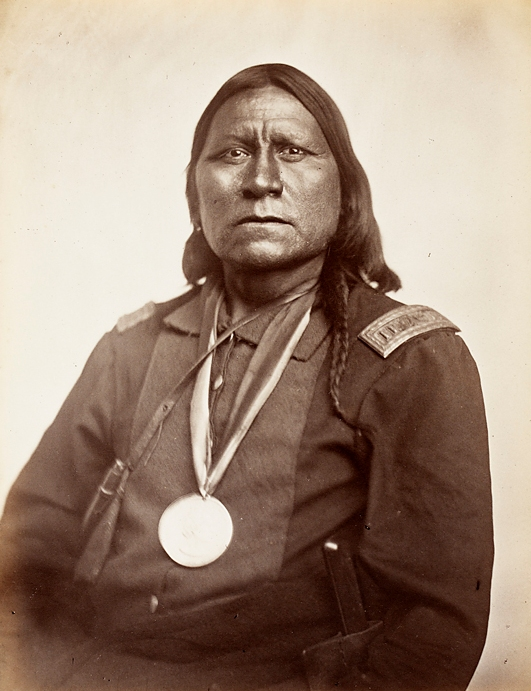
Le chef kiowa Satanta (Ours Blanc) portant une médaille de la paix indienne.

La médaille de la paix indienne fait référence à une médaille ovale ou circulaire décernée aux chefs tribaux tout au long de l'histoire de l'Amérique coloniale et des débuts des États-Unis, principalement en argent ou en laiton et d'un diamètre variant d'environ un à six pouces (25,4 à 152,4 mm). Elles sont souvent perforées et portées suspendues autour du cou du destinataire. Une controverse persiste quant à l'utilisation et à l'impact des médailles de la paix dans le renforcement des relations diplomatiques entre les Amérindiens et le gouvernement fédéral. De nombreuses médailles de la paix indiennes sont aujourd'hui archivées dans des musées, des bibliothèques et des centres culturels.

## Premières médailles
Au cours de la colonisation de l'Amérique, les nations européennes délivrent les premières médailles de la paix pour établir des alliances et négocier avec les tribus, remontant jusqu'au XVIIe siècle. Les médailles sont données aux Indiens d'Amérique du Nord par les Britanniques, les Français et les Espagnols au XVIIIe siècle en tant que symboles de paix, souvent conjointement avec des drapeaux nationaux et d'autres cadeaux. Plusieurs médailles d'argent émises sous les règnes des rois George Ier et II sont découvertes en Pennsylvanie, leur revers montre une figure amérindienne offrant un calumet de la paix à un Quaker. Les médailles sont également utilisées par les nations européennes pour gagner la faveur et sécuriser des alliances militaires avec les tribus en temps de guerre. Pour les Amérindiens, les premières médailles représentent un engagement à fournir et à commercer des marchandises telles que des bouilloires, des perles, des ornements, des vêtements et des armes. En retour, ils fournissent une grande partie des matières premières sur lesquelles repose le commerce outre-mer européen, y compris des peaux d'animaux, des fourrures et des plumes,.
Comme de nombreuses médailles européennes, les premières américaines intègrent des figures indiennes dans leur conception. Celles qui sont considérées comme les premières médailles de la paix émises par le gouvernement des États-Unis portent la date de 1789, année de l'investiture du président George Washington, avec l'inscription « G. WASHINGTON PRESIDENT » au-dessus. Les médailles montrent un homme amérindien portant une coiffe, drapé dans une couverture. De sa main droite, il laisse tomber sa hache de guerre tandis qu'il reçoit simultanément un calumet de la paix de sa main gauche d'une figure de Minerve, symbolisant la jeune Amérique. Au revers, un aigle déploie ses ailes avec treize étoiles au-dessus de sa tête, représentant les armoiries des États-Unis. Les médailles émises par les États-Unis de 1792 à 1795 sont similaires dans leur conception, mais remplacent la figure de Minerve par George Washington lui-même.
Les médailles sont une expression de promesse : que les États-Unis sont investis dans la promotion de la paix et de la diplomatie avec les Amérindiens qui appellent cette terre leur foyer. Par conséquent, la remise des médailles de la paix accompagne souvent un traité ou une négociation formels. L'un des premiers usages connus des médailles de la paix par le gouvernement des États-Unis remonte au traité de Hopewell (en), point culminant de la mission du colonel Joseph Martin auprès de la nation Cherokee en 1785. Bien que les médailles soient émises conformément au traité, les archives ne confirment pas si elles sont réellement distribuées aux chefs cherokee.
L'origine ultime des médailles de la paix indiennes n'est pas connue. Thomas Jefferson lui-même note que l'utilisation des médailles est « une coutume ancienne depuis des temps immémoriaux ».

## Médailles présidentielles

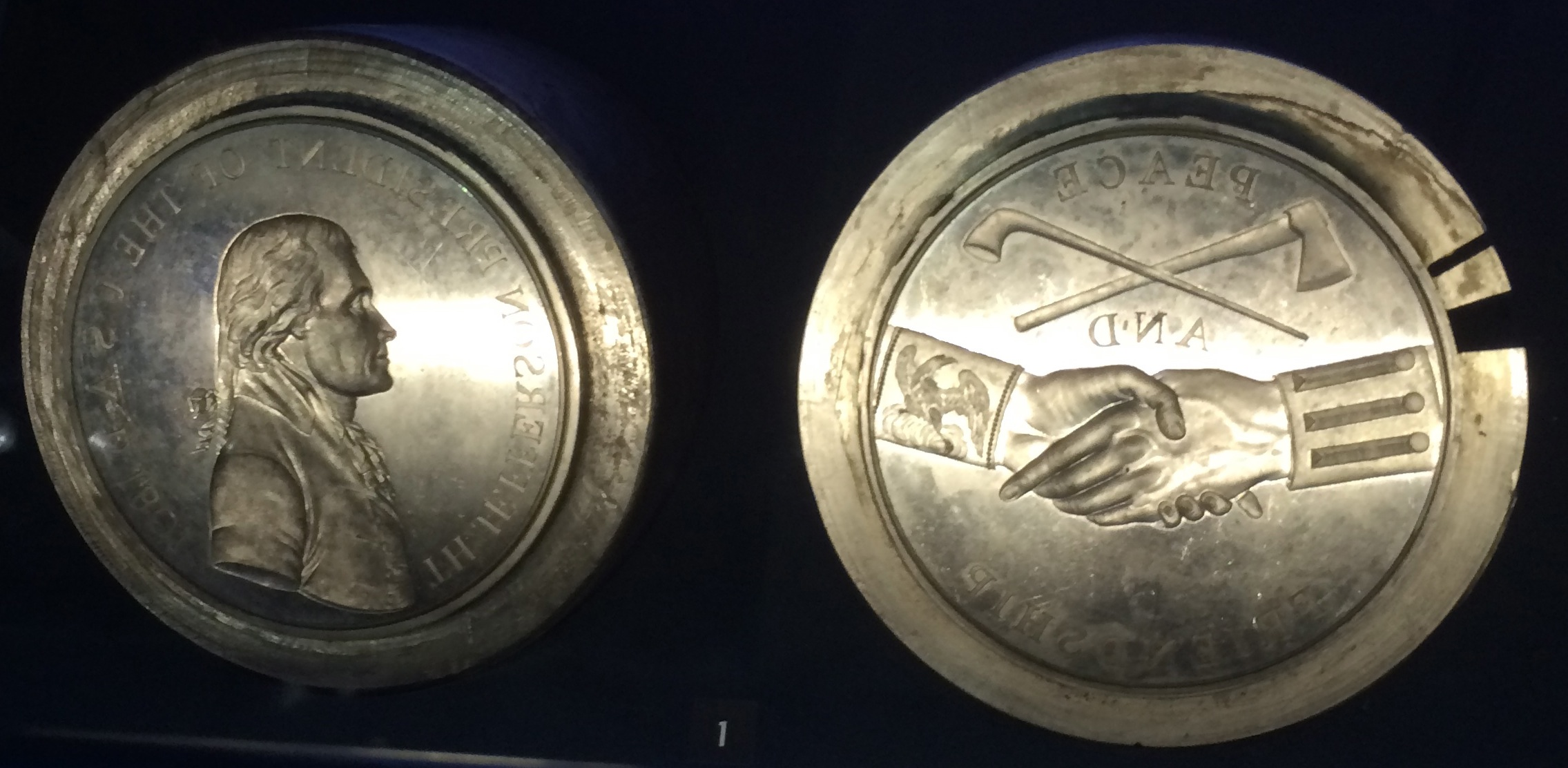
Matrices pour la médaille de la paix indienne Thomas Jefferson.

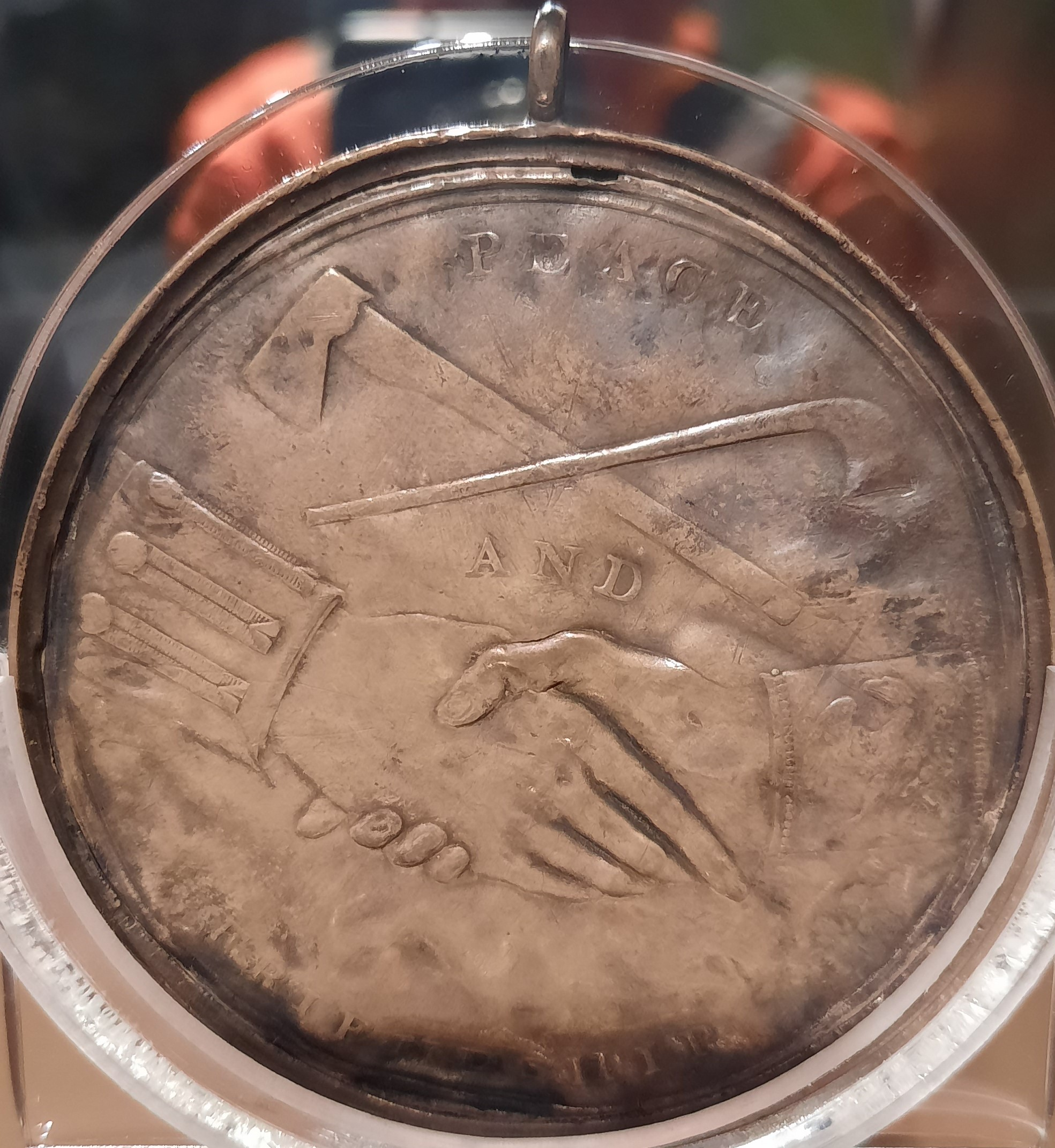
Médaille de la paix au Idaho State Museum.

Alors que les premières médailles de la paix émises par les nations européennes et le gouvernement des États-Unis intègrent fréquemment des images de figures européennes et tribales dans le cadre d'échanges culturels, les médailles de la paix émises pendant et après la présidence de Thomas Jefferson (1801-1809) sont presque exclusivement des médailles présidentielles, affichant le buste du président en fonction au moment de leur émission. Les médailles de Jefferson sont les premières de leur genre et inspirent une longue série qui perdure jusqu'à la présidence de Benjamin Harrison (1889-1893). Les médailles présidentielles sont frappées en masse à l'aide de matrices gravées, remplaçant la pratique de la gravure individuelle des médailles,.
Les médailles de Jefferson, émises pour la première fois en 1801, présentent d'un côté le buste de Thomas Jefferson et de l'autre, les mains jointes d'un Amérindien et d'un soldat américain. Celle de droite porte un bracelet métallique porté par les chefs amérindiens, et celle de gauche porte le bracelet tressé d'un officier militaire américain. Au-dessus des mains se trouvent une hache de guerre et une pipe superposées, avec la légende Peace and Friendship (Paix et Amitié). Au-dessus du profil de Jefferson figurent son nom, son titre et la date de son entrée en fonction, 1801. Les médailles de Jefferson se composent de deux disques minces en argent reliés par une bordure en argent et un noyau en bois. Les médailles sont émises en trois tailles standard : 55 mm, 75 mm et 105 mm de diamètre.

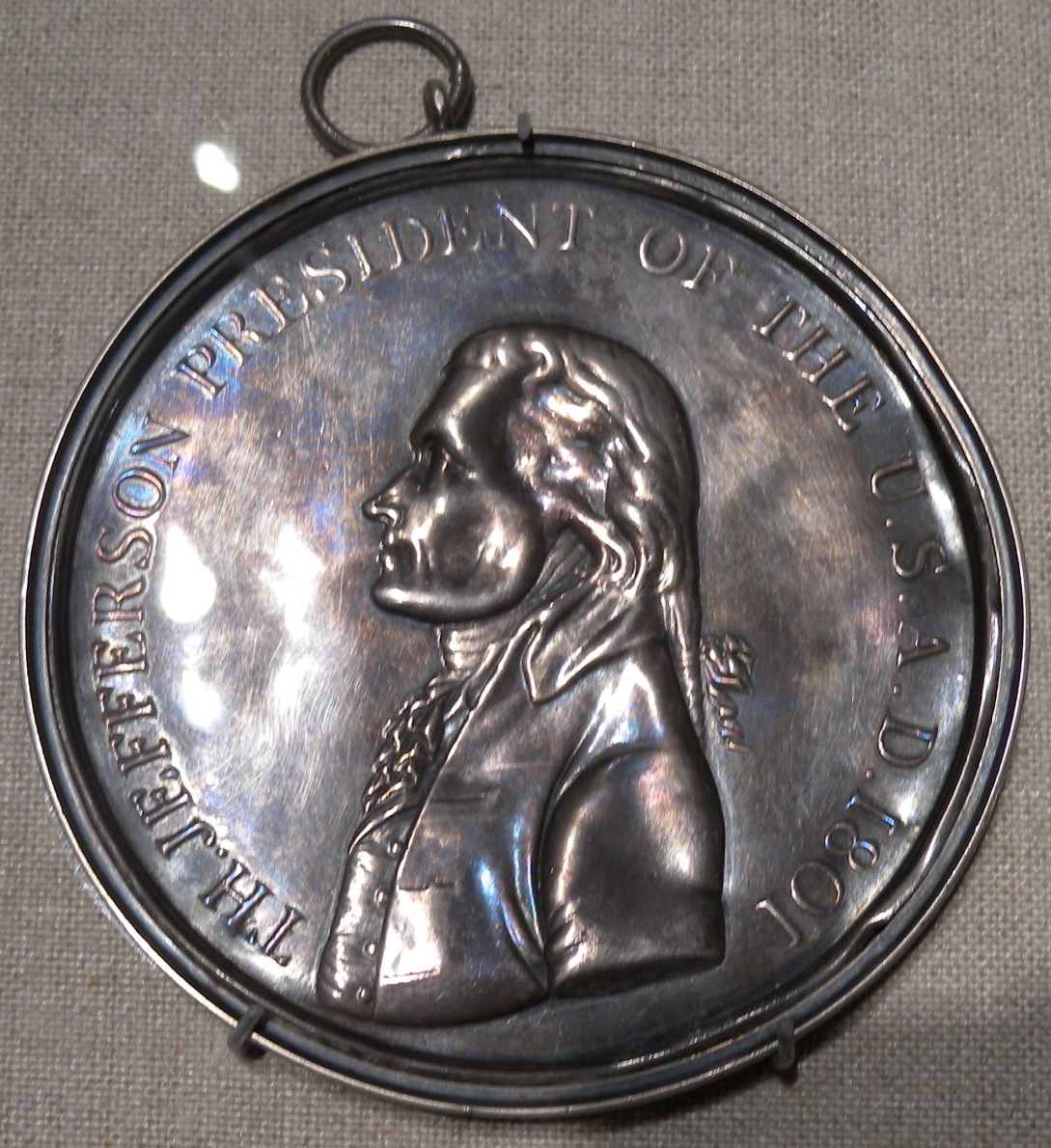
Médaille de la paix Thomas Jefferson de 1801.

La distribution de médailles présidentielles accompagne presque toutes les interactions formelles entre les Amérindiens et le gouvernement fédéral américain. La pratique est tellement établie que Thomas L. McKenney, le commissaire aux affaires indiennes, écrit en 1829 : « Sans médailles, tout plan d'action parmi les Indiens, quel qu'il soit, est essentiellement affaibli ». Dans une courte série de correspondances entre le comité des voies et moyens de la Chambre des représentants des États-Unis et le Département de l'Intérieur en 1865, une allocation est demandée « pour assurer la distribution habituelle de médailles aux chefs éminents et influents », les fonds prévus en 1861 à cet effet étant épuisés.
La popularité croissante des médailles de la paix incite à la réglementation, et par conséquent, les médailles présidentielles, par rapport aux premières médailles de la paix remises avec les traités, sont de plus en plus décernées à des individus sélectionnés. Un rapport publié en 1908 par le Comité sénatorial des affaires indiennes, par exemple, recommande l'adoption d'un projet de loi attribuant des médailles à un groupe de policiers indiens qui ont arrêté Sitting Bull, le chef sioux, près de Fort Yates en 1890. De plus, Meriwether Lewis et William Clark distribuent environ quatre-vingt-sept médailles de la paix, dont beaucoup sont émises sous Jefferson, à des chefs amérindiens lors de leur expédition de 1803-1806 à travers les États-Unis en tant que démonstration de bonne volonté du gouvernement.
En 1829, Lewis Cass, gouverneur du Territoire du Michigan, et William Clark, surintendant des affaires indiennes à Saint-Louis, proposent au gouvernement américain un ensemble de règlements intitulé « Règlements pour le gouvernement du département indien ». Les règles qu'ils énoncent ne sont jamais formellement adoptées, mais représentent les normes établies de distribution des médailles présidentielles. Entre autres règles, les médailles doivent « être données uniquement à des personnes influentes ». Les médailles les plus grandes sont réservées aux chefs, tandis que les médailles de taille moyenne sont attribuées aux chefs de guerre. Les plus petites médailles sont données aux chefs et guerriers moins distingués. L'attribution des médailles de la paix nécessite des « formalités appropriées », et toute médaille étrangère précédemment portée serait remplacée par une médaille américaine si le destinataire est digne d'en recevoir une.

## Acceptation des médailles de la paix par les Amérindiens

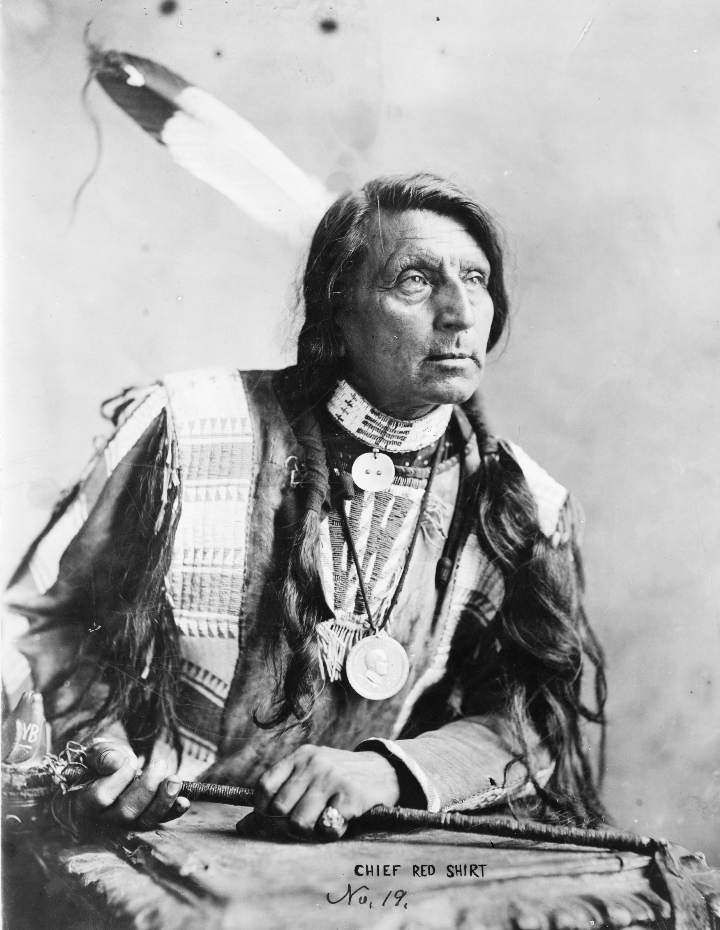
Le chef portant la médaille d'Ulysses S. Grant, en 1904.

Une grande valeur est attribuée aux médailles de la paix, qui doivent être enterrées avec le propriétaire ou transmises de génération en génération. Une quantité considérable de portraits représentant des figures amérindiennes mettant en valeur les médailles portées autour de leur cou témoigne de leur importance.
Les médailles de la paix jouent un rôle au sein de nombreuses ethnies amérindiennes, similaire à celui des gorgets en coquillage portés auparavant, associant le porteur de la médaille à l'individu gravé à sa surface. Les images présentées sur les médailles, représentant à la fois des figures royales et politiques, sont comprises comme un symbole d'accès au monde de l'homme blanc. Ce monde apporte avec lui de nouveaux biens commerciaux et des technologies d'Europe, puis des États-Unis, notamment le fusil. Les médailles deviennent une représentation physique d'une dimension spirituelle qui lie le porteur de la médaille à une source de pouvoir, par exemple, le « Grand Père » comme le président Washington est appelé par les récipiendaires des médailles. La distribution de médailles de la paix renforce et favorise un ordre politique au sein des tribus.

## Critique
Black Hawk, un chef sauk, représente un certain nombre de chefs tribaux qui sont critiques envers les médailles de paix américaines et leur utilisation réelle dans l'avancement des relations entre le gouvernement fédéral et les Amérindiens. Il écrit dans son autobiographie, « Vie de Ma-Ka-Tai-Me-She-Kia-Kiak » (1833), qu'il n'accepte ni ne porte jamais de médaille de paix américaine, bien qu'il porte ouvertement celles qui lui sont données par les Britanniques, en particulier pendant la guerre anglo-américaine de 1812. Black Hawk écrit : « Tandis que les Britanniques font peu de [promesses], nous pouvons toujours compter sur leur parole ». Vers la fin de son récit, Black Hawk réfléchit à sa visite de la monnaie fédérale à Philadelphie, source des « médailles et de l'argent » des États-Unis. Il compare les pièces de monnaie aux médailles de paix américaines ; toutes deux sont « très belles », et toutes deux sont peu fiables.
D'autres critiques contemporaines des médailles de paix indiennes exigent une réévaluation de ce que signifie le maintien de la paix et à qui cette paix maintenue appartient. Dans son analyse des médailles de paix émises par le gouvernement des États-Unis entre 1789 et 1889, l'historien de l'art Klaus Lubbers décrit l'évolution de la composition des gravures sur les médailles, et comment ces changements reflètent la politique indienne de plus en plus assimilationniste du gouvernement. En comparaison avec les premières médailles de paix qui affichent des figures amérindiennes complètes et peu d'arrière-plan, Lubbers note que les médailles de paix ultérieures incorporent des arrière-plans agricoles typiques avec une maison, des bœufs et des terres agricoles. Avec le temps, les figures amérindiennes occupent moins d'espace dans les compositions, ce que Lubbers attribue à une égalité décroissante en rang entre l'homme blanc et l'Indien. L'émission de la médaille de Rutherford B. Hayes en 1877 coïncide avec les derniers efforts approuvés par l'Indian Removal Act, et sans surprise pour Lubbers, la médaille de Hayes accorde peu de place à la figure amérindienne. Son arrière-plan montre le monde de l'homme blanc, qui se tient au centre de la composition s'appuyant sur une hache avec un arbre coupé à ses pieds. Derrière les figures apparaît une cabane en rondins, et là se trouve une femme et un enfant tandis qu'un homme laboure.

## Médailles de la paix au présent
Dans les années 1840, les médailles de la paix indiennes deviennent connues sous le nom de « série présidentielle », suscitant un intérêt croissant. La Monnaie de Philadelphie commence à collecter des matrices pour les médailles déjà émises. Cela initie la pratique de frapper des répliques en bronze des médailles pour les remettre à des fonctionnaires gouvernementaux ou à des sociétés historiques. La production des médailles en bronze commence en 1842 avec la médaille de Jefferson. Cependant, les matrices des médailles de Washington et John Adams manquent lors de la production initiale. La matrice de John Adams n'est collectée qu'en 1878, et celle de George Washington est finalement reproduite en 1903, complétant ainsi la série.
La American Numismatic Society à New York possède la collection la plus étendue de médailles de la paix indiennes, contenant un exemple de presque chaque médaille émise. La Smithsonian Institution à Washington, D.C. possède également une collection similairement importante. Des collections significatives de médailles se trouvent au Denver Natural History Museum, au Gilcrease Institute of American History and Art (en), au Henry Ford Museum et à la Massachusetts Historical Society. D'autres endroits, y compris l'Arizona Pioneer's Historical Society, le Boston Museum of Fine Arts, le Brooklyn Museum et le Chicago Historical Society, ont des collections plus petites. Un certain nombre de médailles de la paix appartiennent également à des collectionneurs privés.